# Diomus pseudotaedatus
Diomus pseudotaedatus är en skalbaggsart som beskrevs av Gordon 1976. Diomus pseudotaedatus ingår i släktet Diomus och familjen nyckelpigor. Inga underarter finns listade i Catalogue of Life.